# Land of Hope and Glory

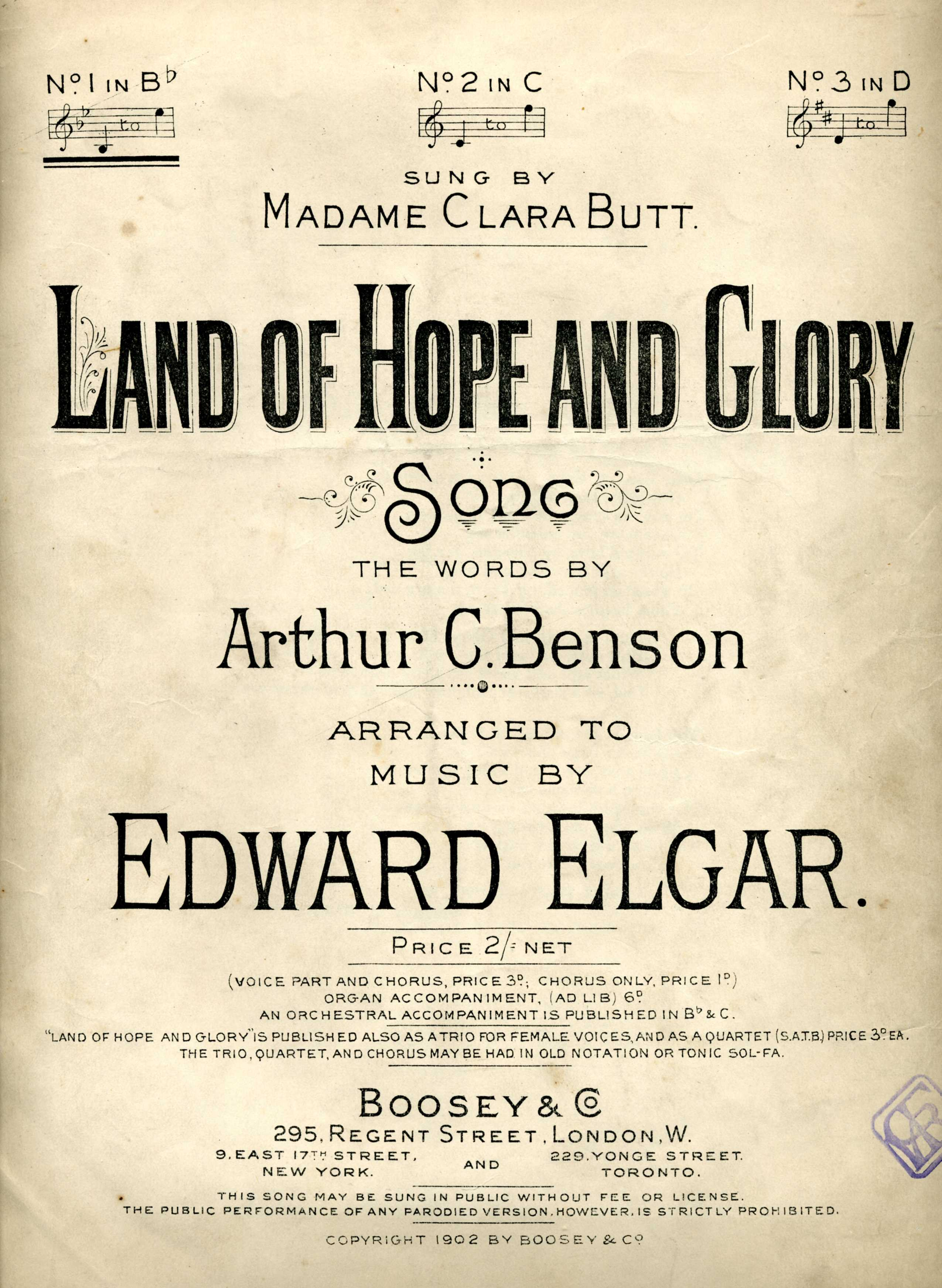
Portada de la edición de 1902.

«Land of Hope and Glory» (en español «Tierra de esperanza y gloria»; también es conocida como «Pompa y circunstancia») es una canción inglesa patriótica que fue compuesta para la coronación del Rey Eduardo VII. Fue interpretada por primera vez por Clara Butt en 1902. Su música fue tomada de la «Marcha n.º1» de la obra Pompa y circunstancia del compositor inglés Edward Elgar y la letra es de A. C. Benson.
En la actualidad suele ser tocada durante los conciertos de The Last Night of the Proms. En los juegos de la Commonwealth fue interpretada para representar a Inglaterra y en el Jubileo de oro 2002 de la Reina Isabel II, en el último fin de semana de celebraciones, hubo gente que rodeó el palacio para entonar la canción terminando con el tradicional canto de «God Save the Queen» («Dios salve a la Reina»).

## Texto del Inglés
Dear Land of Hope, thy hope is crowned.
God make thee mightier yet !
On Sov'ran brows, beloved, renowned,
Once more thy crown is set.
Thine equal laws, by Freedom gained,
Have ruled thee well and long ;
By Freedom gained, by Truth maintained,
Thine Empire shall be strong.
Land of Hope and Glory, Mother of the Free,
How shall we extol thee, who are born of thee ?
Wider still and wider, shall thy bounds be set ;
God, who made thee mighty, make thee mightier yet,
God, who made thee mighty, make thee mightier yet.
Thy fame is ancient as the days,
As Ocean large and wide ;
A pride that dares, and heeds not praise,
A stern and silent pride ;
Not that false joy that dreams content
With what our sires have won ;
The blood a hero sire hath spent
Still nerves a hero son.

## Traducción al español
Amada Tierra de Esperanza, hoy se corona tu esperanza.
¡Dios te haga aún más poderosa!
En insigne, amada frente soberana,
una vez más se asienta tu corona.
Por la Libertad ganadas, tus equitativas leyes
te han gobernado durante mucho tiempo;
por la Libertad ganado, por la Verdad sostenido,
será fuerte tu Imperio.
Tierra de Esperanza y Gloria, Madre de los Libres,
¿cómo te ensalzaremos los que de ti nacimos?
Más y más lejanos serán tus confines.
Que Dios, que te hizo poderosa, aumente tu poder.
Que Dios, que te hizo poderosa, aumente tu poder.
Tu fama es tan antigua como el tiempo,
inmensa como el ancho océano;
orgullo intrépido que no escucha los elogios,
orgullo austero y callado;
no la falsa alegría que sueña satisfecha
con lo que nuestros reyes conquistaron.
La sangre derramada por un rey heroico
alienta el heroísmo del hijo.
La primera y la tercera estrofas ya no se suelen interpretar, normalmente se entona la segunda.